# Ballymena United Football Club
El Ballymena United Football Club es un club de fútbol de Irlanda del Norte, con sede en Ballymena, Condado de Antrim. Fue fundado el 7 de abril de 1928, y compite en la NIFL Premiership, máxima categoría del fútbol norirlandés.

## Historia
El Ballymena United fue fundado el 7 de abril de 1928, originariamente llamado Ballymena Football Club. Después de unas disputas en la temporada 1933-34, el club fue reformado y renombrado Ballymena United el 1934. Hasta el 2007 no ha ganado nunca la liga norirlandesa de fútbol, en cambio, ha sido seis veces campeón de copa.

## Palmarés

### Torneos nacionales
- Copa de Irlanda del Norte (5): 1939-40, 1957-58, 1980-81, 1983-84, 1988-89
- Copa de la Liga (1): 2016-17
- City Cup (1): 1971-72
- Gold Cup (1): 1974-75
- Copa Ulster (3): 1951-52, 1960-61, 1980-81
- Segunda División (1): 1996-97

### Torneos regionales
- County Antrim Shield (6): 1947-48, 1950-51, 1975-76, 1979-80, 2012-13, 2015-16

## Participación en competiciones de la UEFA
| Temporada | Torneo                | Ronda             | Club               | Casa | Visita | Gobal |
| --------- | --------------------- | ----------------- | ------------------ | ---- | ------ | ----- |
| 1978–79   | UEFA Cup Winners' Cup | 1                 | Beveren            | 0–3  | 0–3    | 0–6   |
| 1980–81   | UEFA Cup              | 1                 | Vorwärts Frankfurt | 2–1  | 0–3    | 2–4   |
| 1981–82   | UEFA Cup Winners' Cup | 1                 | Roma               | 0–2  | 0–4    | 0–6   |
| 1984–85   | UEFA Cup Winners' Cup | 1                 | Hamrun Spartans    | 0–1  | 1–2    | 1–3   |
| 1989–90   | UEFA Cup Winners' Cup | 1                 | Anderlecht         | 0–4  | 0–6    | 0–10  |
| 2004      | UEFA Intertoto Cup    | 1                 | Odense             | 0–7  | 0–0    | 0–7   |
| 2017–18   | UEFA Europa League    | 1ª Clasificatoria | Odd                | 0–2  | 0–3    | 0–5   |
| 2019–20   | UEFA Europa League    | Ronda preliminar  | NSÍ Runavík        | 2–0  | 0–0    | 2–0   |
| 2019–20   | UEFA Europa League    | Primera ronda     | Malmö              | 0–4  | 0–7    | 0–11  |